# Kunstwein
Kunstwein ist ein alkoholhaltiges Getränk, das Wein ähnelt und mit Wein verwechselt werden kann, jedoch kein Wein ist.
Kunstwein wird zum Beispiel aus Mostkonzentrat oder unter Verwendung natürlicher oder künstlicher Aromastoffe hergestellt. Auch können Enzyme aus Schimmelpilzen zugesetzt werden, um die Ausbildung von Aromen zu beschleunigen. Im Verfahren der Weinfraktionierung wird Wein mit Wasser verdünnt und mit Aromastoffen versetzt.
Produktion und Verkauf dieser Kunstweine sind in der EU seit dem Inkrafttreten des Weinhandelsabkommens zum 1. Januar 2006 zulässig, zuvor durften diese Getränke (meist kalifornischer, australischer und neuseeländischer Herkunft) in der EU nicht gehandelt werden.